# Agusta (helicóptero)

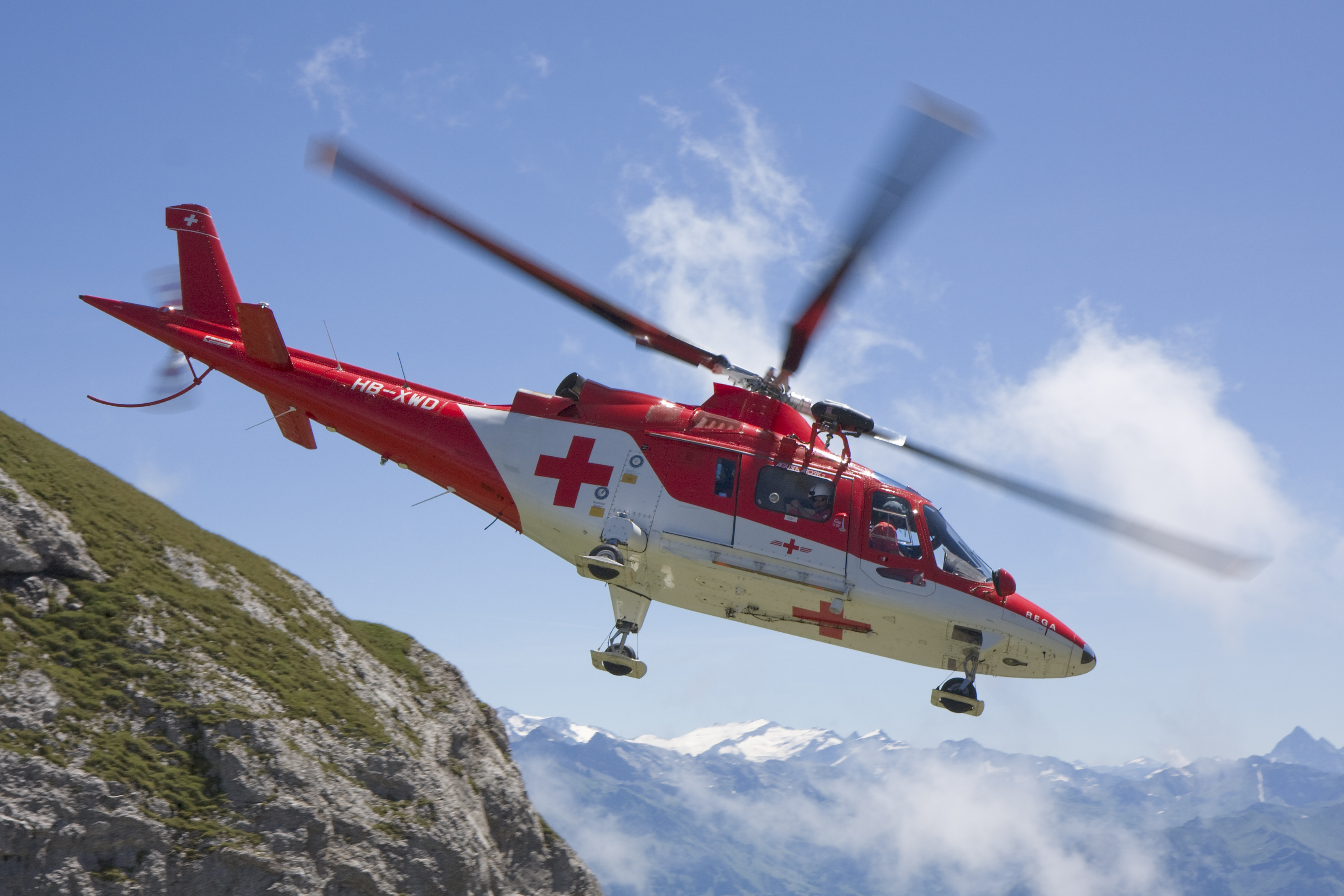
Agusta A109K2.

A Agusta (atualmente parte do grupo AgustaWestland) foi uma empresa montadora de helicópteros. Tem sede em Samarate na Itália, unidade de produção em Cascina Costa e é uma subsidiária da Finmeccanica.
Em julho de 2000 Finmeccanica e GKN plc decidiram fundir suas subsidiárias produtora de helicópteros (Agusta and GKN-Westland Helicopters), formando a AgustaWestland.